# David Cal
David Cal Figueroa (Cangas do Morrazo, 10 oktober 1982) was een Spaans kanovaarder.
Cal won tijdens de Olympische Zomerspelen 2004 de gouden medaille in de C-1 1000 meter en won daarnaast nog vier Olympische zilveren medailles.

## Belangrijkste resultaten

### Olympische Zomerspelen
| Editie | Plaats | Resultaten         |
| ------ | ------ | ------------------ |
| 2004   | Athene | C-1 1000m C-1 500m |
| 2008   | Peking | C-1 1000m C-1 500m |
| 2012   | Londen | C-1 1000m          |

### Wereldkampioenschappen vlakwater
| Jaar | Plaats      | Resultaten             |
| ---- | ----------- | ---------------------- |
| 2003 | Gainesville | C-1 500 m              |
| 2005 | Zagreb      | C-1 1000 m             |
| 2007 | Duisburg    | C-1 500 m · C-1 1000 m |
| 2011 | Szeged      | C-1 1000 m             |

1936: Francis Amyot ·
1948: Josef Holeček ·
1952: Josef Holeček ·
1956: Leon Rotman ·
1960: János Parti ·
1964: Jürgen Eschert ·
1968: Tibor Tatai ·
1972: Ivan Patzaichin ·
1976: Matija Ljubek ·
1980: Ljoebomir Ljoebenov ·
1984: Ulrich Eicke ·
1988: Ivans Klementjevs ·
1992: Nikolai Boechalov ·
1996: Martin Doktor ·
2000: Andreas Dittmer ·
2004: David Cal ·
2008: Attila Vajda ·
2012: Sebastian Brendel ·
2016: Sebastian Brendel ·
2020: Isaquias Queiroz ·
2024: Martin Fuksa
- Biblioteca Nacional de España: XX5276177